# Nitrobacter
Genre
Nitrobacter est un genre de bactérie principalement en forme de bâtonnet, gram négatif et chimioautotrophe de la famille des Bradyrhizobiaceae.

## Conditions de culture
Nitrobacter est optimale pour un pH compris entre 7,3 et 7,5, et meurt à des températures supérieures à 49 °C ou inférieures à 0 °C.
Selon Grundmann, Nitrobacter semble croître de façon optimale à 38 °C et à un pH de 7,9, mais Holt déclare que Nitrobacter croît de façon optimale à 28 °C et pour un pH allant de 5,8 à 8,5 et un pH optimum entre 7,6 et 7,8,.

## Caractères microbiologiques
Nitrobacter peut soit être en forme de bâtonnet, en forme de poire ou faire de la pléomorphie.  Les cellules se multiplient généralement par bourgeonnement (Holt, 1993).  Les carboxysomes qui facilitent la fixation de carbone se trouvent dans les cellules croissant par lithoautotrophie et mixotrophie. Il existe des inclusions supplémentaires conservant de l'énergie telles que les granules PHB et les polyphosphates.

## Habitat
Nitrobacter se rencontre principalement dans les sols, l'eau douce et les eaux usées.

## Utilités
Elle joue un rôle important dans le  cycle de l'azote en oxydant le nitrite en nitrate dans le sol. Contrairement aux plantes, où les électrons transférés par la photosynthèse fournissent l'énergie nécessaire à la fixation du carbone, Nitrobacter utilise l'énergie venant de l'oxydation des ions nitrite, NO2−, en ions nitrate, NO3− pour répondre à leurs  exigences en carbone.
Quand du nitrite et des substances organiques sont présents en même temps, les cellules peuvent présenter une croissance  en  2 phases, le nitrite est tout d'abord utilisé après une phase de latence, ensuite les matières organiques sont oxydées.  La croissance par chimiohétérotrophie est lente et mal équilibrée, ainsi on remarque que plus de granules poly-β-hydroxybutyrate déforment la forme et la taille des cellules.
Nitrobacter joue un rôle essentiel en aquaponie. La bactérie Nitrosomonas convertit d'abord l'ammonium en nitrite. Ensuite, Nitrobacter convertit le nitrite en nitrate, qui est prêt à être absorbé par les plantes.

## Phylogénie
Nitrobacter appartient à la classe des Alphaproteobacteria,.
Certaines sources considèrent que le genre Nitrobacter fait partie de la famille des Nitrobacteraceae et non des Bradyrhizobiaceae.
Les espèces du genre Nitrobacter incluent Nitrobacter winogradskyi, Nitrobacter hamburgensis, Nitrobacter vulgaris et Nitrobacter alkalicus.